# توني كولمان
توني كولمان (بالإنجليزية: Tony Coleman)‏ (2 مايو 1945 بليفربول في المملكة المتحدة - ) هو لاعب كرة قدم بريطاني في مركز جناح ‏. لعب مع بريستون نورث إيند وستوك سيتي وستوكبورت كونتي وشيفيلد وينزداي وماكليسفيلد تاون ومانشستر سيتي ونادي بانغور سيتي ونادي بلاكبول ونادي ترانمير روفرز لكرة القدم ونادي دونكاستر روفرز ونادي ساوثبورت ونادي مدينة كيب تاون ‏ ونادي ديربن سيتي وEllesmere Port Town F.C. ‏ وGuisborough Town F.C. ‏.

## وصلات خارجية
- توني كولمان على موقع قاعدة بيانات كرة القدم.إي يو (الإنجليزية)